# 권력정치
권력정치(權力政治, power politics)란 국제정치에서 정치를 지배자나 국가의 이익을 획득하기 위한 수단으로 보는 정책과 견해다.
정치를 이념이나 이데올로기적 계기의 면으로부터 보는 것이 아니라 권력적 계기에서 본다. 이것은 국제정치가 대국간의 거래에 의해서 움직이고 있는 사실을 리얼하게 반영하고 있다. 국제정치학자 에드워드 핼릿 카, 한스 모건소 등의 견해가 대표적이다.

## 같이 보기
- 강대국
- 식민주의
- 팽창주의
- 국제 경찰
- 제국주의
- 권력
- 현실주의
- 현실정치
- 존 미어샤이머